# Germano Grachane

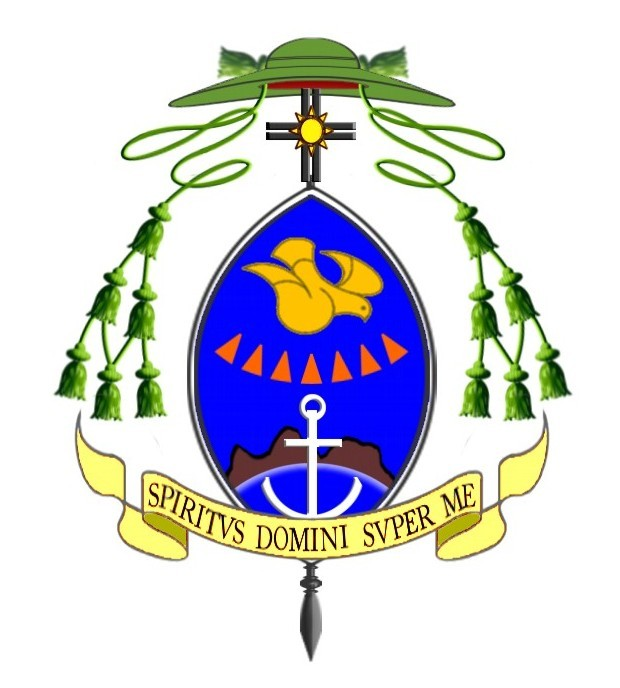
Brasão de D. Germano Grachane

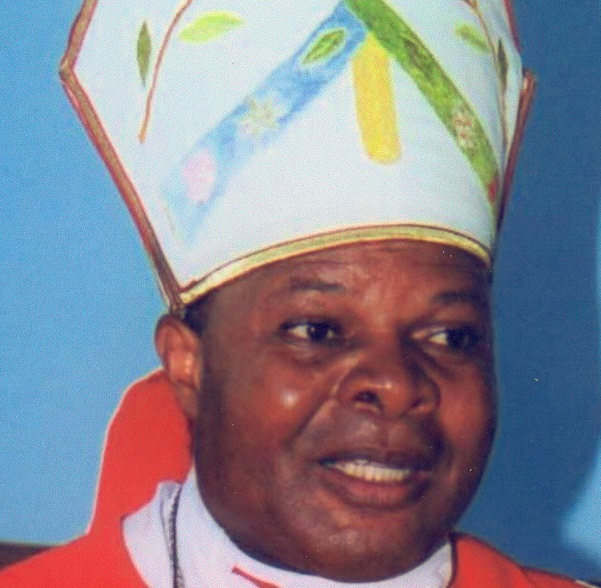
Foto de Dom Germano, Autor: Tony Neves, ano 2000

Dom Germano Grachane é um bispo da Igreja Católica, moçambicano, primeiro bispo da Diocese de Nacala. Nasceu em Zandamela, na Província de Inhambane, Moçambique, aos 4 de Maio de 1942. Ainda jovem, ingressou no Seminário Diocesano de Magude, em Lourenço Marques (atual Maputo), então dirigido pelos Missionários Vicentinos (Congregação da Missão). Ele próprio pediu, mais tarde, para ser admitido nesta Congregação. Após os estudos de Filosofia e Teologia em Magude e Portugal, foi ordenado presbítero em Magude, no dia 24 de Maio de 1970.
Depois da independência de Moçambique, foi fazer estudos especializados em Roma durante 5 anos, tendo obtido o grau de Doutor em Teologia Catequética. Regressado a Moçambique, foi chamado a lecionar no Seminário Maior de Santo Agostinho, na Matola - Maputo. No dia 22 de janeiro de 1990 foi nomeado Bispo Auxiliar de Nampula (Titular de Thunusuda). Foi ordenado bispo em 3 de Junho desse mesmo ano. Tomou posse da nova Diocese de Nacala no dia 9 de novembro de 1991.